# Islas Salomón en los Juegos Paralímpicos
Islas Salomón en los Juegos Paralímpicos está representada por el Comité Paralímpico Nacional de las Islas Salomón, miembro del Comité Paralímpico Internacional.
Ha participado en dos ediciones de los Juegos Paralímpicos de Verano, su primera presencia tuvo lugar en Londres 2012. El equipo paralímpico no ha obtenido ninguna medalla en las ediciones de verano.
En los Juegos Paralímpicos de Invierno Islas Salomón no ha participado en ninguna edición.

## Medallero

### Por edición
Juegos Paralímpicos de Verano
| Evento              | Oro | Plata | Bronce | Total |
| ------------------- | --- | ----- | ------ | ----- |
| Londres 2012        | 0   | 0     | 0      | 0     |
| Río de Janeiro 2016 | –   | –     | –      | –     |
| Tokio 2020          | –   | –     | –      | –     |
| París 2024          | 0   | 0     | 0      | 0     |
| TOTAL               | 0   | 0     | 0      | 0     |